# 安房神社
安房神社（あわじんじゃ）は、千葉県館山市大神宮にある神社。式内社（名神大社）、安房国一宮。旧社格は官幣大社で、現在は神社本庁の別表神社。

## 概要

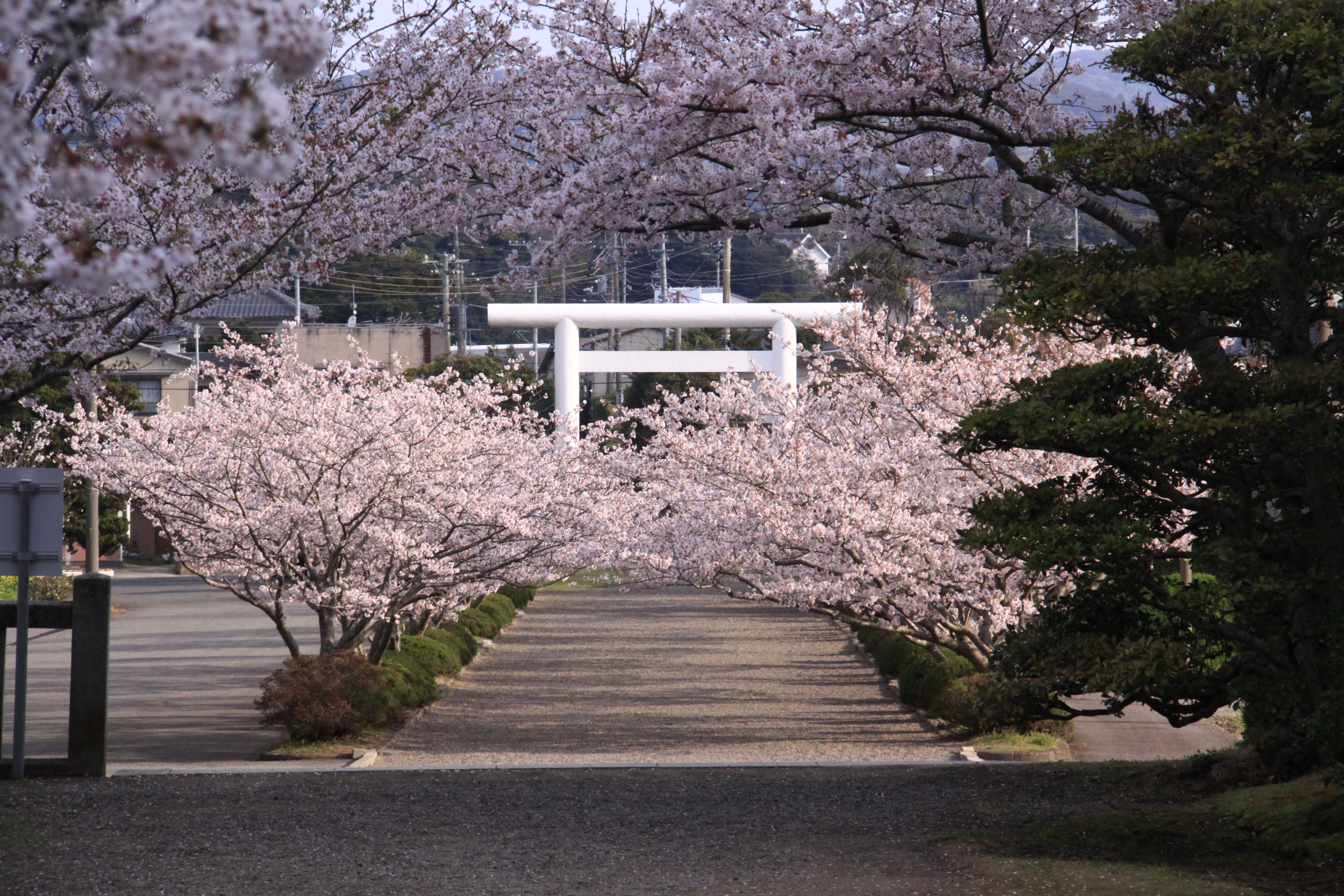
桜花祭時の参道と一の鳥居

千葉県南部、房総半島最南端部の吾谷山（あづちやま）山麓に鎮座する神社である。伝承では、神話時代に阿波地方（現在の徳島県）から渡ってきた忌部氏（いんべうじ、斎部氏）による創建といい、「安房」の国名・社名はこの阿波忌部の移住・開拓から起こったといわれる。
古代の安房国はアワビの貢進地として朝廷から重要視され、安房国の中心的神社である安房神社もまた古くより重要視された。特に、全国でも数少ない神郡が設置された点や、出雲国造（出雲大社奉斎氏族）・紀伊国造（和歌山の日前國懸神宮奉斎氏族）に並び安房国造が律令制下でも祭祀を担った点、および宮中の大膳職にも「御食津神」として祀られていた点が特筆される。中世以降は安房国の一宮に位置づけられ、明治維新後も近代社格制度で最高位の官幣大社に位置づけられたように、歴史を通じて崇敬を集めた古社になる。
境内は、抜歯習俗を示す人骨多数を包含した洞窟遺跡の発見でも知られ、その遺跡（現在は埋没）は千葉県指定史跡に指定されている。また、社宝のうちで八稜鏡・円鏡などの文化財を伝世するほか、阿波忌部の開拓に因んだ祭礼が現在まで続けられている。

## 祭神
本宮（上の宮）の祭神は次の7柱。
主祭神
- 天太玉命（あめのふとだまのみこと） - 忌部氏（斎部氏）祖神。

相殿神
- 天比理刀咩命（あめのひりとめのみこと） - 后神。
- 忌部五部神
  - 櫛明玉命（くしあかるたまのみこと） - 出雲忌部の祖。
  - 天日鷲命（あめのひわしのみこと） - 阿波忌部の祖。
  - 彦狭知命（ひこさしりのみこと） - 紀伊忌部の祖。
  - 手置帆負命（たおきほおいのみこと） - 讃岐忌部の祖。
  - 天目一箇命（あめのまひとつのみこと） - 筑紫忌部・伊勢忌部の祖。

| 洲崎神社（館山市洲崎）と洲宮神社（館山市洲宮）式内大社。安房神の后神「天比理乃咩命（天比理刀咩命）」を祀る。 |  | 洲崎神社（館山市洲崎）と洲宮神社（館山市洲宮）式内大社。安房神の后神「天比理乃咩命（天比理刀咩命）」を祀る。 |
| 洲崎神社（館山市洲崎）と洲宮神社（館山市洲宮）式内大社。安房神の后神「天比理乃咩命（天比理刀咩命）」を祀る。 |  | |

『延喜式』神名帳での記載は「安房坐神社」の1座。同帳ではそれに続けて式内大社「后神天比理乃咩命神社（天比理刀咩命神社）」の記載がある。これは安房坐神社の后神（妃神/妻神）を祀る神社と見られ、現在では洲崎神社（館山市洲崎）・洲宮神社（館山市洲宮）に比定されているが、いつの頃からか安房神社でも上記のように相殿神として併祀されている。
神名帳の記す「安房坐神社」とは「安房に鎮座する神の社」の意味になり、この記載からは元々の神格を明らかとしない。その具体的な神格を巡っては後述のように『古語拾遺』・『先代旧事本紀』・『高橋氏文』逸文の記述を基に諸説があるが、現在の安房神社由緒では上記のように忌部氏祖神の天太玉命を指すとしている。

### 古語拾遺・先代旧事本紀の記述

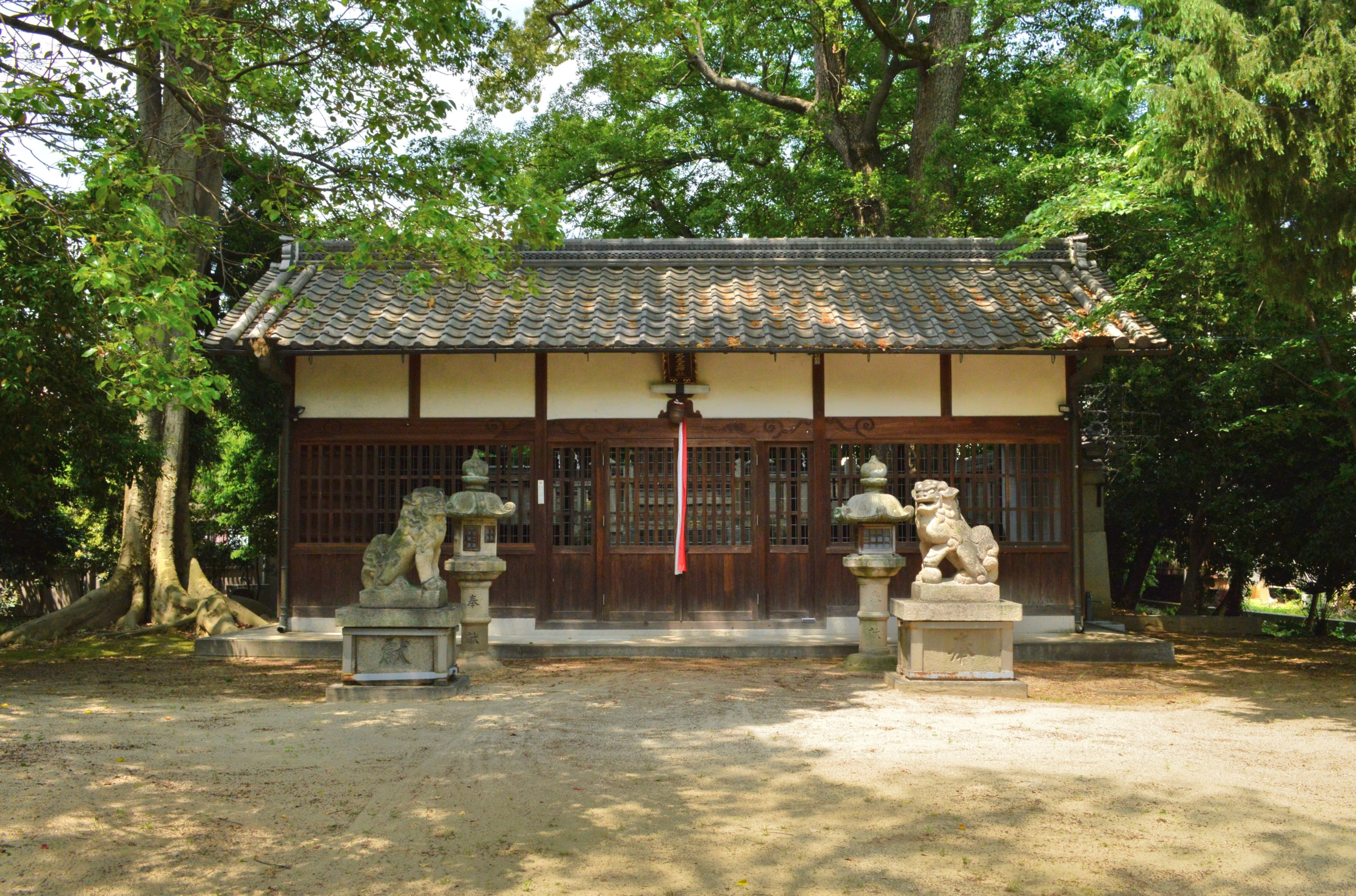
天太玉命神社（奈良県橿原市）忌部氏本貫地に鎮座する忌部氏本宗の氏神。

安房神社祭神に関しては、忌部氏（いんべうじ、のち斎部氏）の手になる『古語拾遺』（大同2年（807年）成立）、および『先代旧事本紀』（平安時代初期頃成立か）に記された阿波忌部の東遷説話が知られる。これによれば、忌部氏遠祖の天富命（あめのとみのみこと/あまのとみのみこと：天太玉命の孫）は、各地の斎部を率いて種々の祭祀具を作っていたが、さらに良い土地を求めようと阿波地方（現在の徳島県）の斎部を率いて東に赴き、そこに麻（アサ）・穀（カジノキ）を植えた。そして、阿波斎部が移住したのでその地は「安房郡」と名付けられてこれが安房国の国名になったとするほか、同地には祖神を祀る「太玉命社」が建てられてこれが「安房社」であるとし、その神戸（神社付属の民戸）には斎部氏があるとする。
このように、説話では阿波地方から安房地方に忌部（斎部）が移住したように記されるが、安房神社の由緒でもこれを踏襲し、安房神社の神職もかつては安房忌部の正統を称する岡島氏が担っていた。加えて『延喜式』神名帳に記される「安房坐神社」という社名についても、忌部氏本貫地に鎮座する天太玉命神社（奈良県橿原市）と区別する意味の「安房坐天太玉命神社」を省略したものとする説が挙げられている。また「大神宮」という旧称と、豊受大神宮（伊勢神宮外宮）の相殿に天太玉命が祀られることとを関連付ける説もある。安房地方では、安房神社のほかにも洲崎神社（館山市洲崎）、洲宮神社（館山市洲宮）、布良崎神社（館山市布良）、下立松原神社（南房総市白浜町・南房総市千倉町の2社）などで同様の忌部氏による開拓伝承が残ることも知られる。
以上の一方、古代史料では安房郡司・安房神社神職など安房地方の在地関連人物で忌部の存在は知られず、むしろ安房地方に濃密に分布したのは後述する膳大伴部（かしわでのおおともべ）であったことが知られる。そのため『古語拾遺』の説話の史実性は否定の向きが強く、『古語拾遺』自体が中臣氏との勢力争いの中で忌部氏の正統性と格差是正の目的で編纂されたものであるため、安房への東遷説話は造作で東国（特に常総地方）の中臣氏勢力と対抗する目的があったと指摘する説がある。また、数少ない安房関係人物として天平2年（730年）の「安房国義倉帳」に安房国司の目と見える忌部宿禰登理万里（忌部鳥麻呂か：中央から赴任した可能性が高い）の存在から関連づけたと推測する説や、安房神社の祭祀・神戸に忌部氏の関与を仮定すればこれに阿波忌部が結びつけられたと推測する説、そのほか古くから黒潮を通じて人々の交流があったこと（黒潮文化圏）が説話成立の背景にあると見る説などもある。

### 高橋氏文の記述
一方、膳氏（かしわでうじ）から派生した高橋氏の手になる『高橋氏文』においても、安房神社祭神に関する説話が記されている。『本朝月令』所引『高橋氏文』逸文によれば、景行天皇53年10月に安房浮島宮に至った景行天皇（第12代）に対して、磐鹿六獦命（いわかむつかりのみこと：膳氏遠祖）が堅魚・白蛤（うむぎ：ハマグリ）を膾・煮物・焼物にして献上した。天皇はこれを誉め、永く御食を供進するように命じ、また六獦命に大刀を授けるとともに大伴部（おおともべ）を与えた。さらに諸氏族・東方諸国造12氏から枕子（赤子）各1人を進上させ六獦命に付属せしめた。そしてこの時に上総国の安房大神を御食都神（みけつかみ、御食津神）として奉斎したが、この神は大膳職の祭神でもあるという。
『日本書紀』にも同様の伝承が簡略的に見え、やはり安房に至った景行天皇に対して磐鹿六鴈が白蛤を膾にして献上し、その功で六鴈は膳大伴部（かしわでのおおともべ）を賜ったという。また『古事記』においても、六鴈の記載はないものの景行天皇のときに「膳之大伴部」が定められた旨が記されている。
このように古代の安房地方は膳氏および高橋氏と密接な関係を持ち、天皇の食膳調達（特にアワビの貢納）にあたる部民氏族の膳大伴部（かしわでのおおともべ、大伴部）、およびその在地統率氏族の膳大伴直（大伴直/伴直）が分布したことが知られる。この膳大伴直・膳大伴部の人物名は国史（後述）・『先代旧事本紀』・平城京出土木簡に散見される。特に阿波国造（安房国造）も同氏族の大伴直（伴直）一族として見えることから、安房神もこの一族の奉斎神であったと考えられている。その具体的な神格については、『高橋氏文』逸文で磐鹿六鴈命は死後に宮中の膳職に祀られたと記述されることを基に磐鹿六鴈命であった可能性を指摘する説の一方、元来は神格を持たない安房地方の一地方神と推測する説がある。
上記伝承に関連する史料として、『延喜式』神名帳では宮中の大膳職坐神三座のうちに「御食津神社」の記載がある（「宮中・京中の式内社一覧」参照）。天平3年（731年）の格で「阿房の刀自部（あわのとじべ）」に「膳神（かしわでのかみ）」を祀らせるようにとあることから、古くは安房地方の女性（刀自）が上京してこの膳神（御食津神）の祭祀を担ったとされ、この記述が『高橋氏文』の記す安房神の宮中勧請の傍証とされる。この宮中勧請は在地神々による天皇への奉仕および朝廷による在地祭祀の吸収を表すことから、服属儀礼の1つといわれる。なお、上記の安房地方の女性祭祀集団（巫女集団；国造一族出身女性か）が神格化されたのが、『延喜式』神名帳に見える「后神天比理乃咩命神社」になるとする説もある。

## 特徴
| 国     | 郡     | 奉斎社            |
| ------ | ------ | ----------------- |
| 伊勢国 | 度会郡 | 大神宮            |
| 伊勢国 | 多気郡 | 大神宮            |
| 安房国 | 安房郡 | 安房坐神社        |
| 下総国 | 香取郡 | 香取神宮          |
| 常陸国 | 鹿島郡 | 鹿島神宮          |
| 出雲国 | 意宇郡 | 熊野坐神社        |
| 紀伊国 | 名草郡 | 日前神社 国懸神社 |
| 筑前国 | 宗像郡 | 宗像神社          |

安房神社は、古代に神郡（一郡全体を特定神社の所領・神域と定めた郡）を持った数少ない神社の1つとして知られる。『令集解』や『延喜式』によると、当時全国には神郡として安房国安房郡のほか伊勢国度会郡・伊勢国多気郡・下総国香取郡・常陸国鹿島郡・出雲国意宇郡・紀伊国名草郡・筑前国宗像郡の計8郡があり、これらは「八神郡」と総称された。
安房神郡に関する記事としては、文武天皇4年（700年）に上総国司が申請して安房郡の大少領職に父子兄弟の連任が許された旨のほか、養老7年（723年）の太政官処分における郡司職の三親等以上の連任許可の記事が見え、他の神郡同様に郡司任用で特別措置が取られている。この郡司職および安房神社祭祀を担ったのは、出雲国造・紀伊国造（紀国造）の例のように安房国造（阿波国造）一族であったと見られている。この国造一族は、前述のように膳大伴部を在地で統率する大伴直（膳大伴直、のち伴直）氏族とされ、この国造による神郡統括に見られるように、安房国・安房神は朝廷から「御食都国」・「御食都神」と認識されて重要視された。
文献では『先代旧事本紀』で「大伴直大瀧」が初めて国造に任じられたとする伝説が見えるが、この大伴直（伴直）一族が国造を担ったことは嘉祥3年（850年）記事の「安房国々造正八位上伴直千福麻呂」の記載からも裏付けられる。そのほか弘仁2年（811年）記事に見える安房国人の「大伴直勝麻呂（大伴登美宿禰勝麻呂）」、また承和3年（836年）記事に見える安房郡人の「伴直家主」も安房国造一族と推測される。『洞院家記』や『北山抄』によれば、この安房国造は10世紀頃までの継続が確認される。
なお、平安時代中期の『和名抄』では安房国安房郡に神戸郷・神余郷の記載が見えるが、これらは安房郡が神郡であったことに関わると見られる。

## 歴史

### 創建
社伝では、前述の『古語拾遺』・『先代旧事本紀』の説話を基にしたうえで、神武天皇元年に天富命（下の宮祭神）が阿波地方（現在の徳島県）から安房地方に至り、当地を開拓したのちに布良浜の男神山・女神山に祖神の天太玉命・天比理刀咩命を祀ったとし、これをもって創祀とする。続けて、養老元年（717年）には、吾谷山（あづちやま）山麓の現在地に遷座し、その際に天富命・天忍日命が「下の宮」に祀られたとする。
前述のように、忌部氏による開拓を示す確実な史料はないため、上記伝承の史実性は確かではない。確かな史料の上では、前述のように古代安房地方は食膳（特にアワビ）の供給地としての性格が強く、安房神もまた古くから朝廷の「御食都神」としての性格を持ったとされる。なお、境内からは古墳時代の高坏が出土しており、一帯が古墳時代の祭祀地であったことが知られるほか、祭祀との関連は不明ながら縄文時代から弥生時代頃に墓地として使用された洞窟遺跡も発見されている。

### 概史
| 年     | 安房神                     | 后神天比理刀咩命神 （天比理乃咩命神） |
| ------ | -------------------------- | ------------------------------------- |
| 836年  | 無位 →従五位下             | --                                    |
| 842年  | 従五位下 →正五位下         | 無位 →従五位下                        |
| 852年  | 従三位                     | 従三位                                |
| 859年  | 従三位勲八等 →正三位勲八等 | 従三位勲八等 →正三位勲八等            |
| 神名帳 | 名神大                     | 式内大                                |

文献では、前述のように『古語拾遺』・『先代旧事本紀』・『高橋氏文』逸文などにそれぞれ記述が見える。また『新抄格勅符抄』大同元年（806年）牒では、「安房神」には神戸としてすでに94戸が充てられていたが、当時さらに10戸が加えられたと見える。これは東国随一の鹿島神（茨城県鹿嶋市の鹿島神宮）の105戸に次ぐ規模になる。
国史では、承和3年（836年）に「安房大神」の神階が無位から従五位下に昇叙された旨のほか、続けて承和9年（842年）に正五位下に昇叙され、承和14年（847年）には「安房国大神」の祭祀料に正税の穀100斛が加えられた旨の記事が見える。その後も、神階は仁寿2年（852年）には従三位、天安3年（859年）には正三位勲八等にまでそれぞれ昇叙された。
延長5年（927年）成立の『延喜式』神名帳では安房国安房郡に「安房坐神社 名神大 月次新嘗」として、名神大社に列するとともに朝廷の月次祭・新嘗祭で幣帛に預かった旨が記載されている。『延喜式』臨時祭式では「安房神社」として記載される。なお、神名帳に見える下野国寒川郡の式内社「阿房神社」（栃木県小山市の安房神社に比定）も関連社とする説がある。
中世以降については確かな史料がなく詳らかでないが、近世成立の『安房忌部家系』に伝承が記されている。これによれば、治承4年（1180年）には源頼朝が当社に祈祷を命じ、その後神田8町を寄進したという。そして文治2年（1186年）には、安房判官代高重の訴えにより社殿の造営修復を厳命し、以後は在庁の沙汰で造営するよう定めたという。建久6年（1195年）には、在庁による押領のあった上総国千田荘の神領において、鎌倉幕府からその停止を命じられたという。また寛喜元年（1229年）の記事を初見として、中世以降は安房国で一宮に位置づけられたとされる。
室町時代には、明応8年（1499年）6月の大地震で社殿全てが倒壊し、文亀3年（1503年）に前在庁の安西氏の推挙で領主の里見義成が本殿・瑞垣を造営し、天文5年（1536年）には改めて里見義弘が造営したという。その後も文禄-慶長年間（1592年-1615年）に里見氏によって社殿の修造が行われている。
江戸時代に入り、元和2年（1616年）には江戸幕府からの社領寄進があった。また、寛永13年（1637年）には3代将軍徳川家光から「安房郡正一位大神宮領」として朱印地30石余が安堵された。
明治維新後、明治4年（1871年）5月には近代社格制度において最高位の官幣大社に列した。戦後は神社本庁の別表神社に列した。また平成21年（2009年）には本殿・拝殿の大修造が行われている。

### 神階
- 承和3年（836年）7月17日、無位から従五位下 （『続日本後紀』）[原 15] - 表記は「安房大神」。
- 承和9年（842年）10月2日、従五位下から正五位下 （『続日本後紀』）[原 16] - 表記は「安房大神」。
- 仁寿2年（852年）8月22日、従三位 （『日本文徳天皇実録』）[原 18] - 表記は「安房神」。
- 天安3年（859年）1月27日、従三位勲八等から正三位勲八等 （『日本三代実録』）[原 19] - 表記は「安房神」。

## 境内

### 社殿

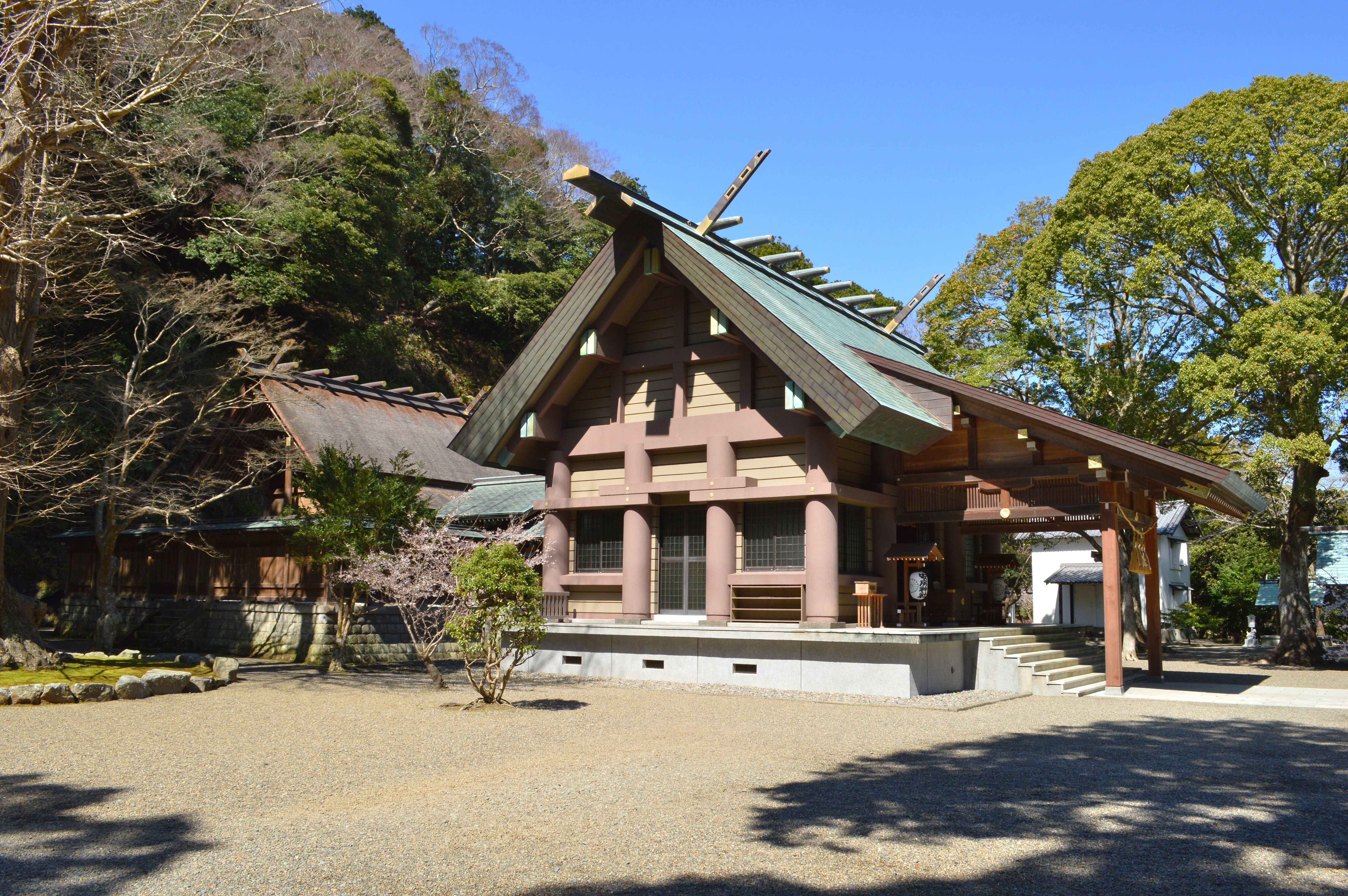
社殿中央に拝殿、左奥に本殿。

本宮は摂社（下の宮）に対して「上の宮」と称される。境内摂社「下の宮」に対し本宮を「上の宮」と称するのは、伊勢神宮の内宮・外宮に倣ったとする説がある。
現在の本殿は、明治14年（1881年）の造営。間口三間・奥行二間の神明造で、屋根は檜皮葺であり、平成21年（2009年）に大修造が実施されている。本殿前に建てられている拝殿は、昭和52年（1977年）の造営で、鉄筋コンクリートによる神明造。また本殿北側には、主に置炭神事で使用される神饌所が接続する。

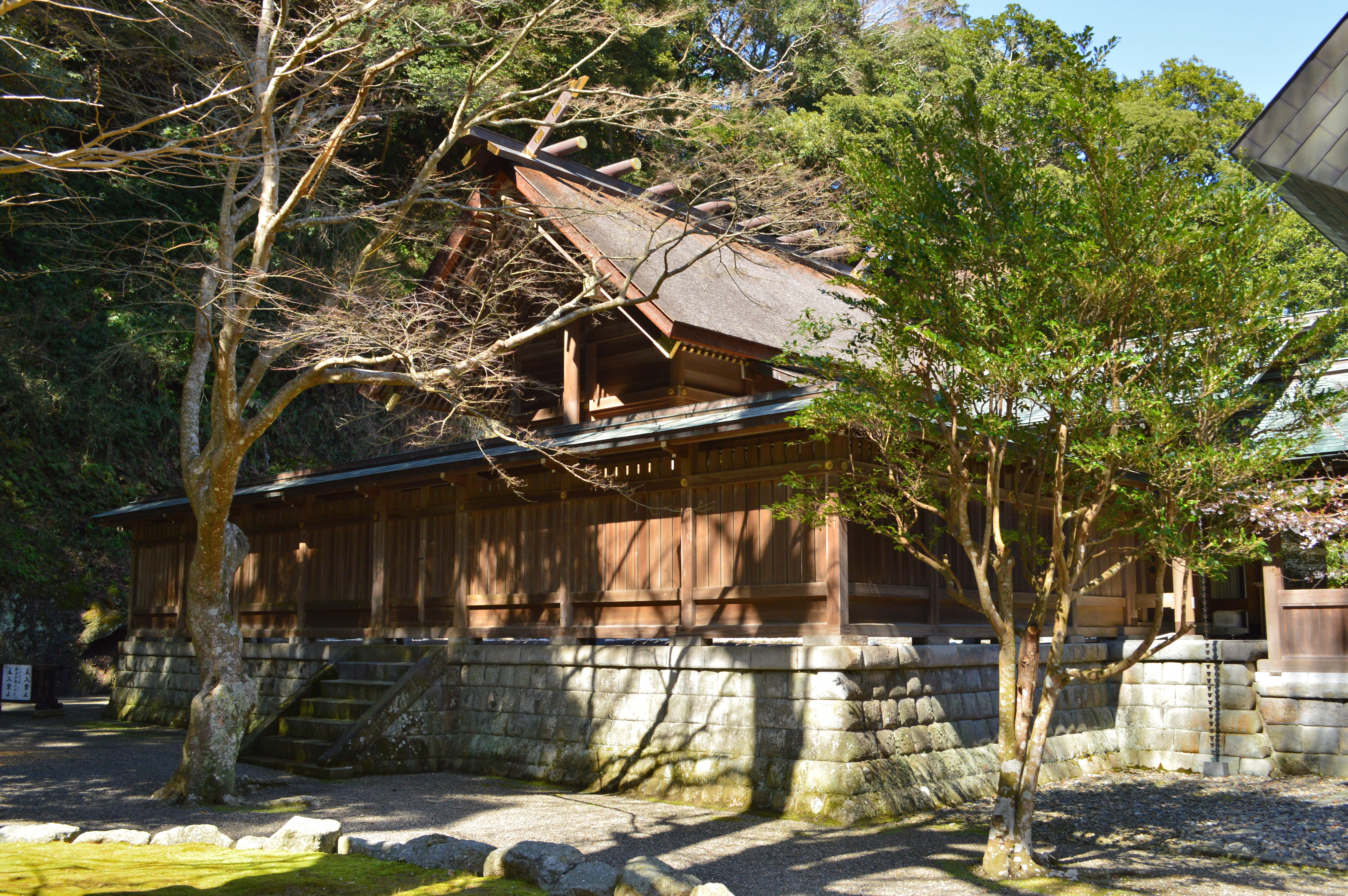
本殿
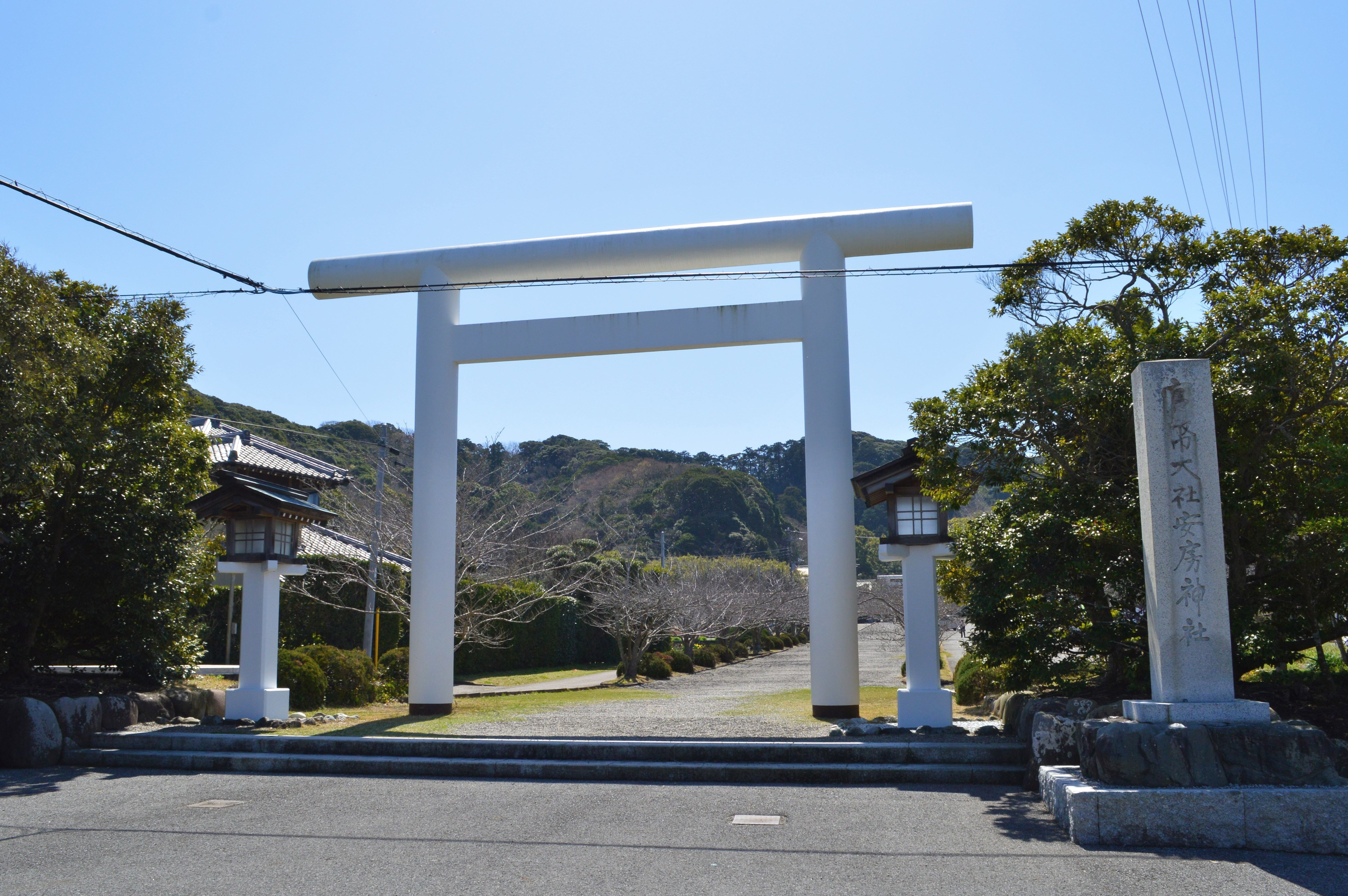
一の鳥居
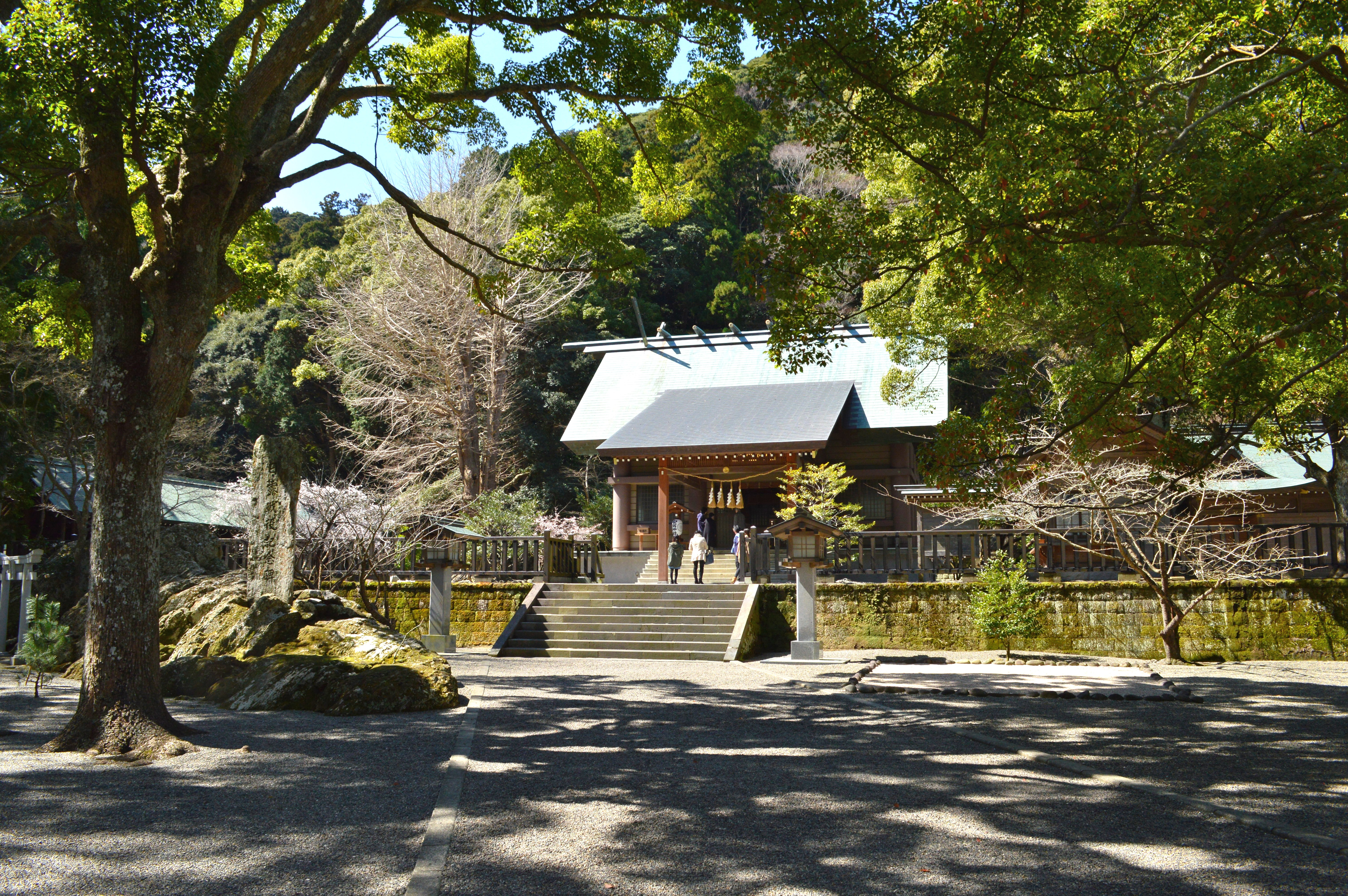
拝殿前の参道
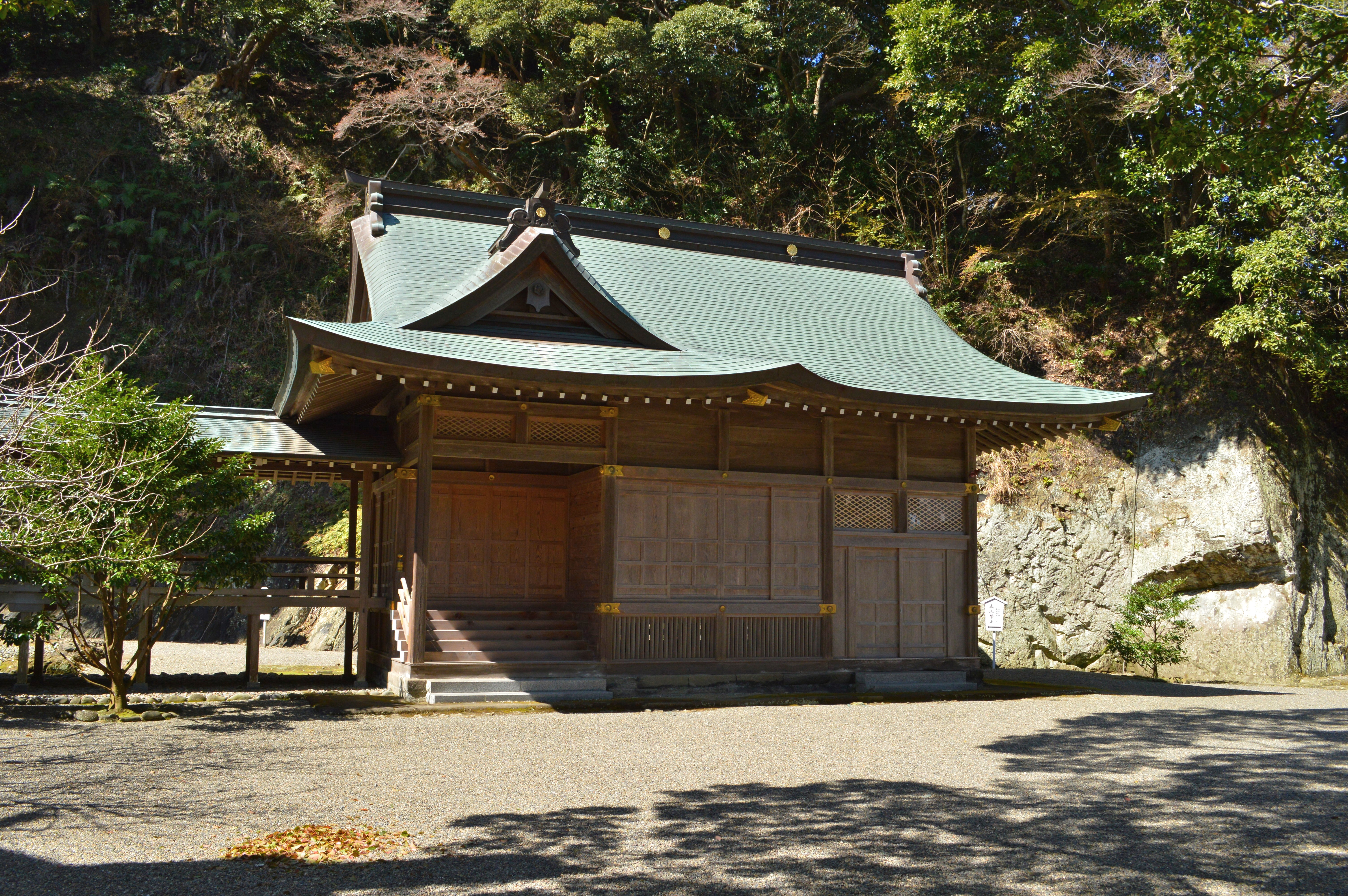
神饌所
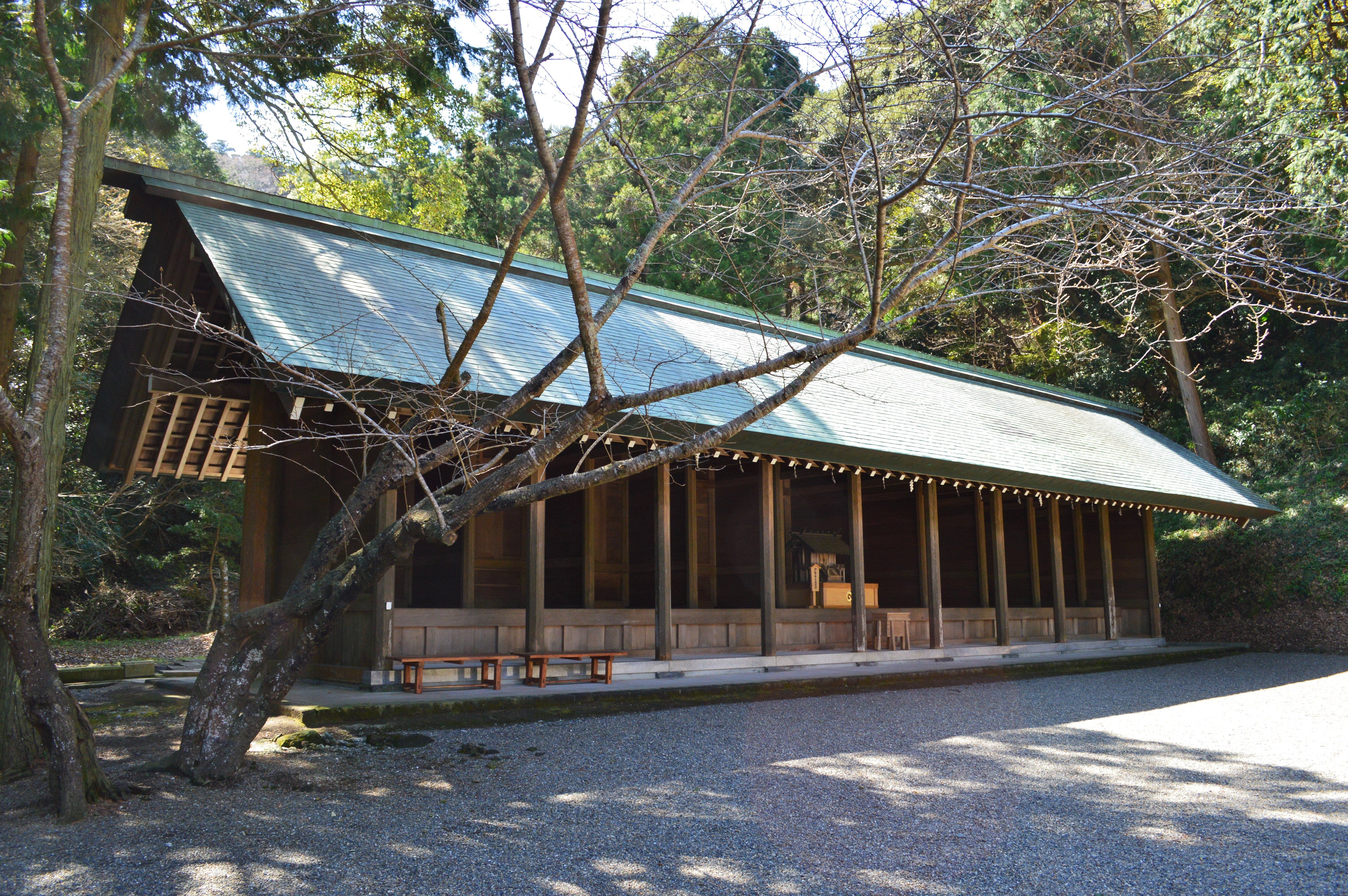
御仮屋 以前は渡御してきた神輿が安置された。
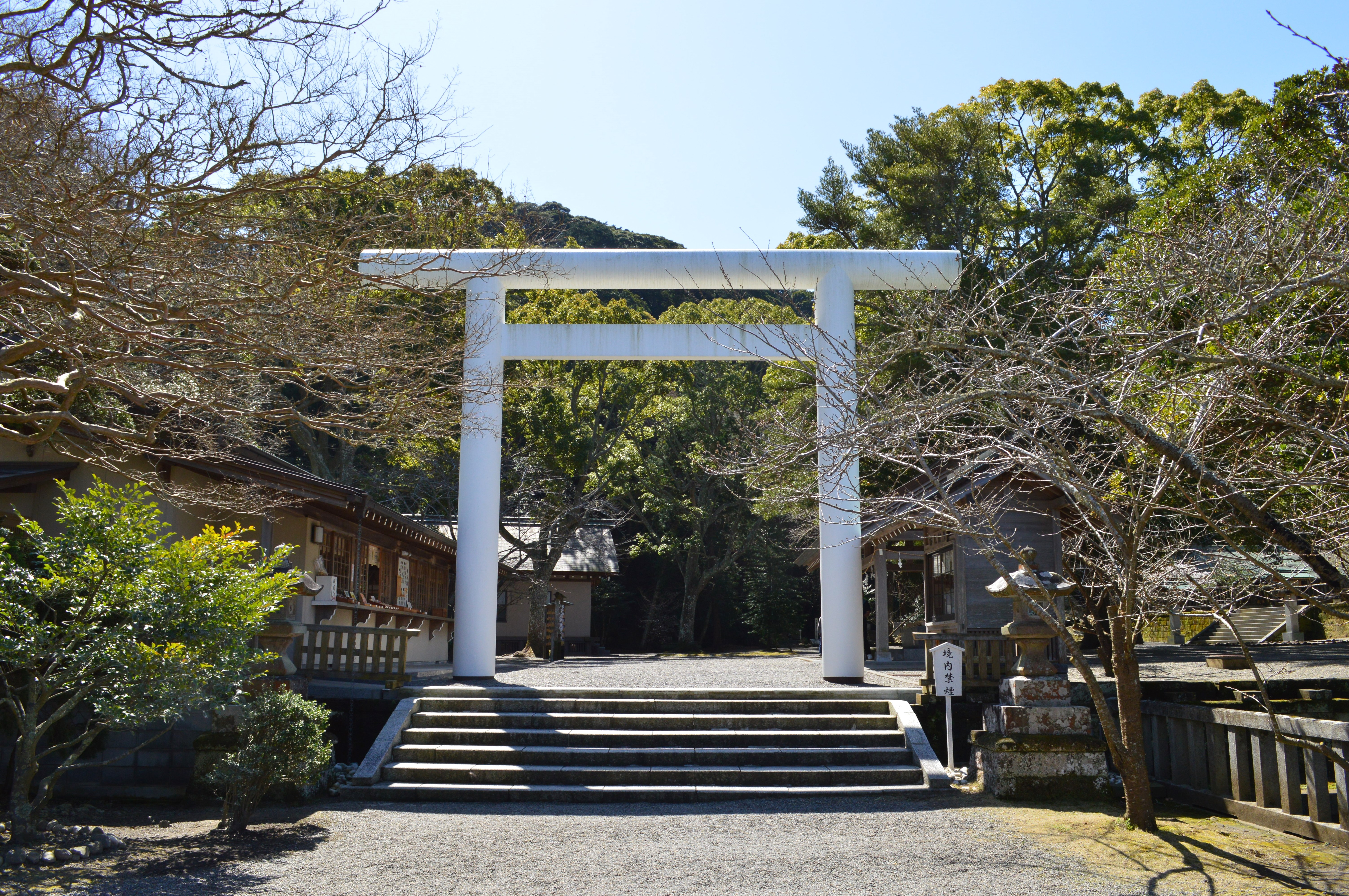
二の鳥居

### 洞窟遺跡

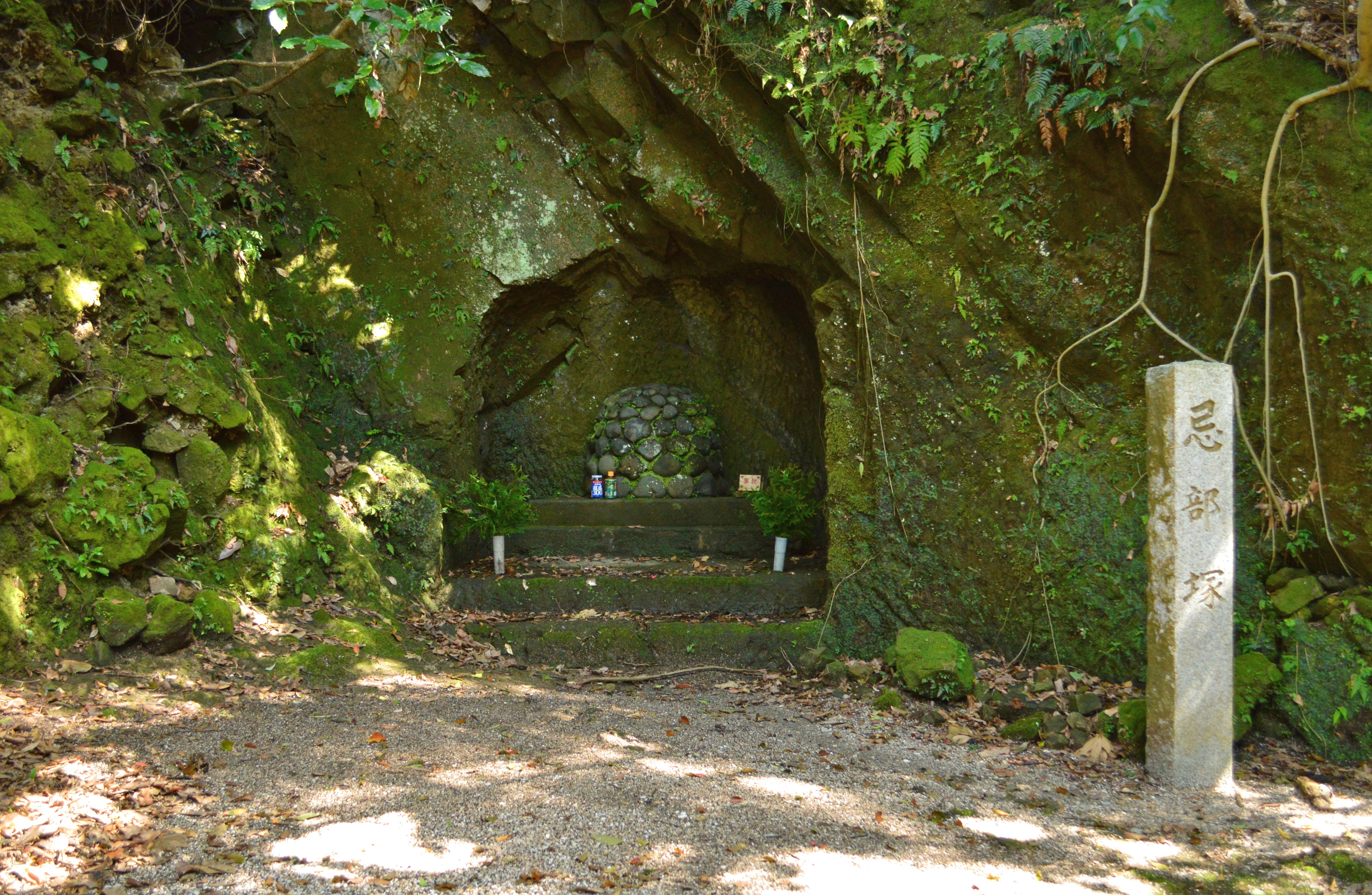
忌部塚

あづち茶屋の裏手には「安房神社洞窟遺跡」として、昭和7年（1932年）の井戸掘削工事の際に地下約1メートルで見つかった海食洞窟の遺跡がある。洞窟の大きさは推定全長22メートル以上、幅3.5メートル。発掘調査により人骨22体、貝製の腕輪193個、石製の丸玉3個、縄文土器などが出土した。この洞窟は昭和42年（1967年）に千葉県指定史跡に指定されたが、現在は埋め戻されている。
出土した人骨22体のうちでは、15体に抜歯の習俗が見られることが注目される。洞窟からは弥生土器が発見されたというが、その土器の存在が明らかでなく詳細が不明であるため、従来弥生時代とした人骨の年代については再検討が必要とされる。これらの人骨を安房神社祭祀に関係する一族に比定して、安房神社の創祀を弥生時代に遡ると推定する説もある。人骨の一部は近くの宮ノ谷に埋葬されたうえで忌部氏に仮託して「忌部塚」として祀られており、毎年7月10日には神事として「忌部塚祭」が行われる。この忌部塚は、二の鳥居前の階段の手前を東に道なりに行った場所に位置する。

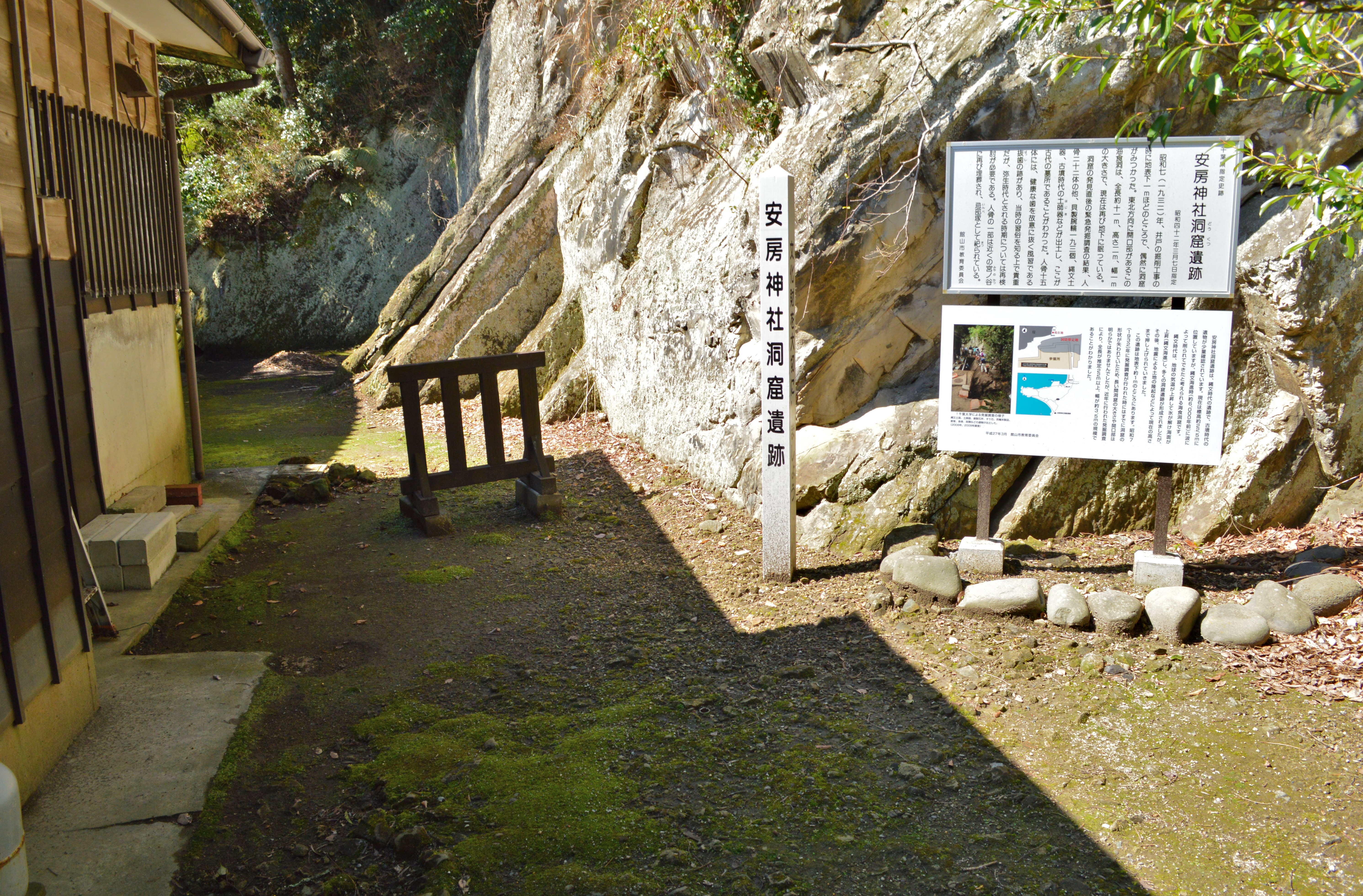
洞窟遺跡の位置（現在は埋め戻し）

## 摂末社

### 摂社
- 下の宮[1]

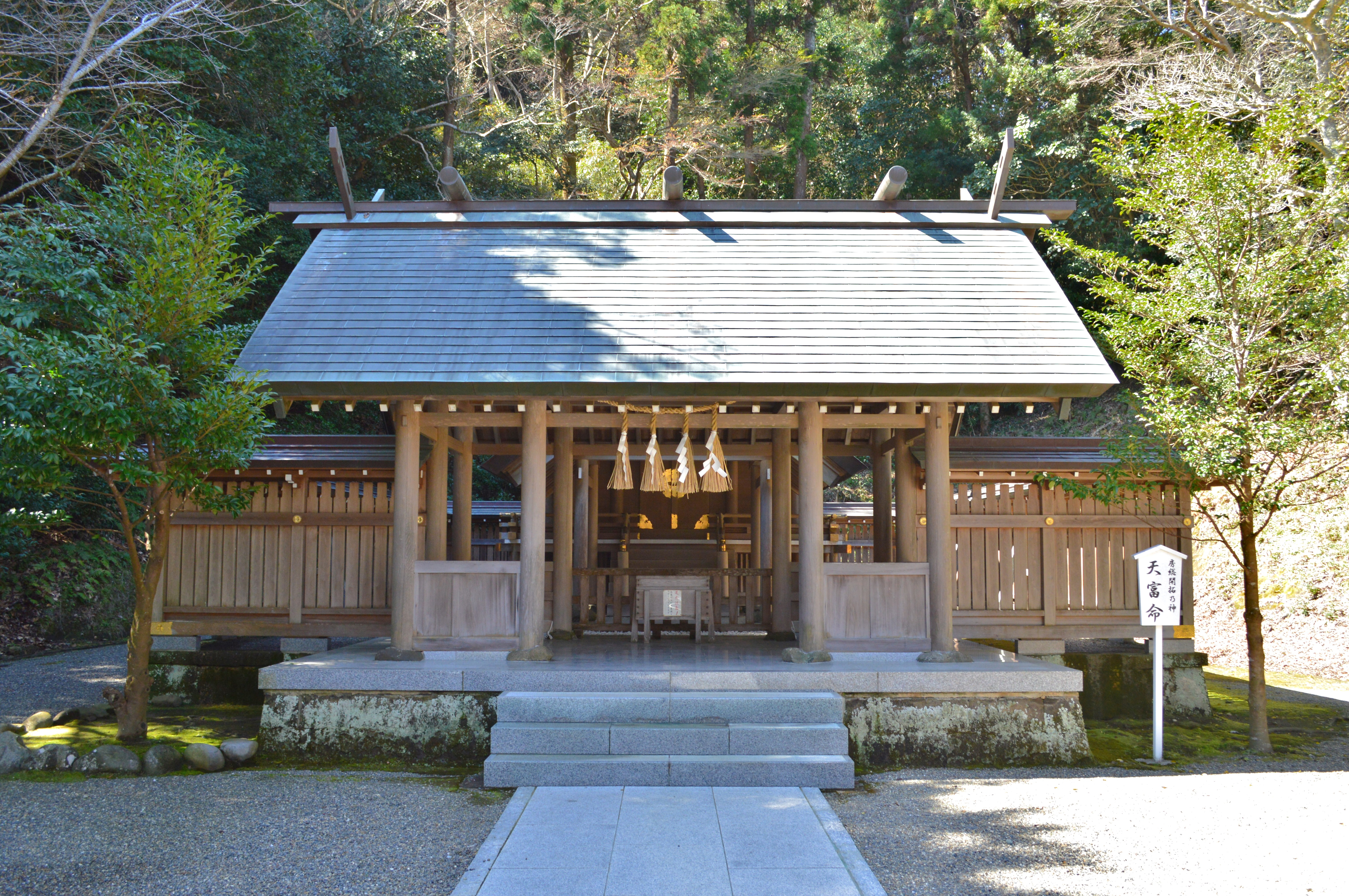
下の宮

  - 祭神：天富命（あめのとみのみこと、天太玉命の孫神）、天忍日命（あめのおしひのみこと、天太玉命の弟神[注 3]）

社伝では養老元年（717年）の創祀とする[24]。ただし寛永年間（1624年-1645年）の旧記には祭神が天日鷲命・天神立命・大宮売命・豊磐窓命・櫛磐窓命と記されており、祭神には変遷があったことが知られる[5]。

### 末社
境内末社として次の2社がある。
- 厳島社
  - 祭神：市杵島姫命（いちきしまひめのみこと）

本宮拝殿前の巨岩をくり貫いて小祠を作るため、元を古代磐座と推測する説がある[3][5]。

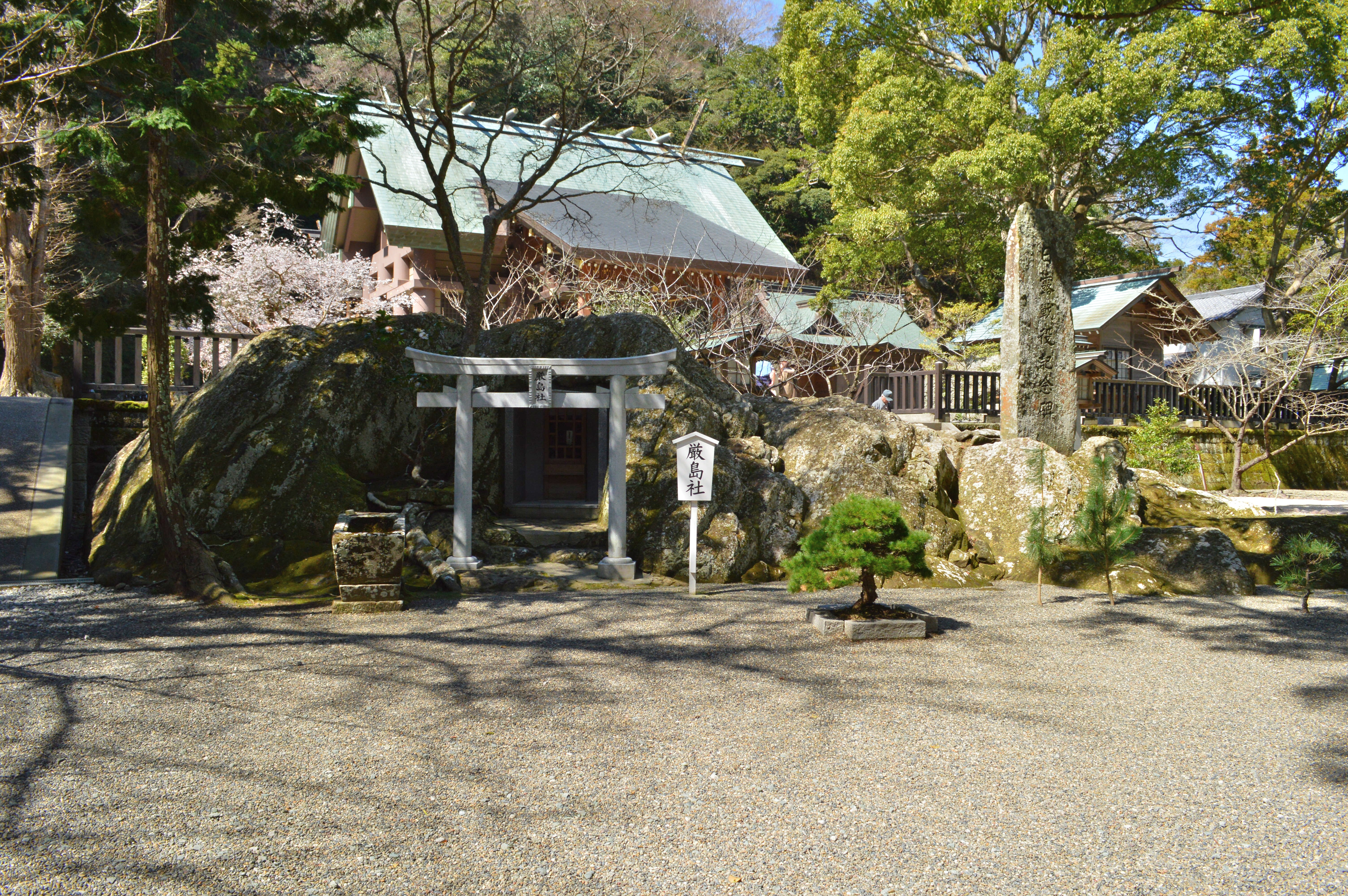
厳島社 手前の巨岩内。
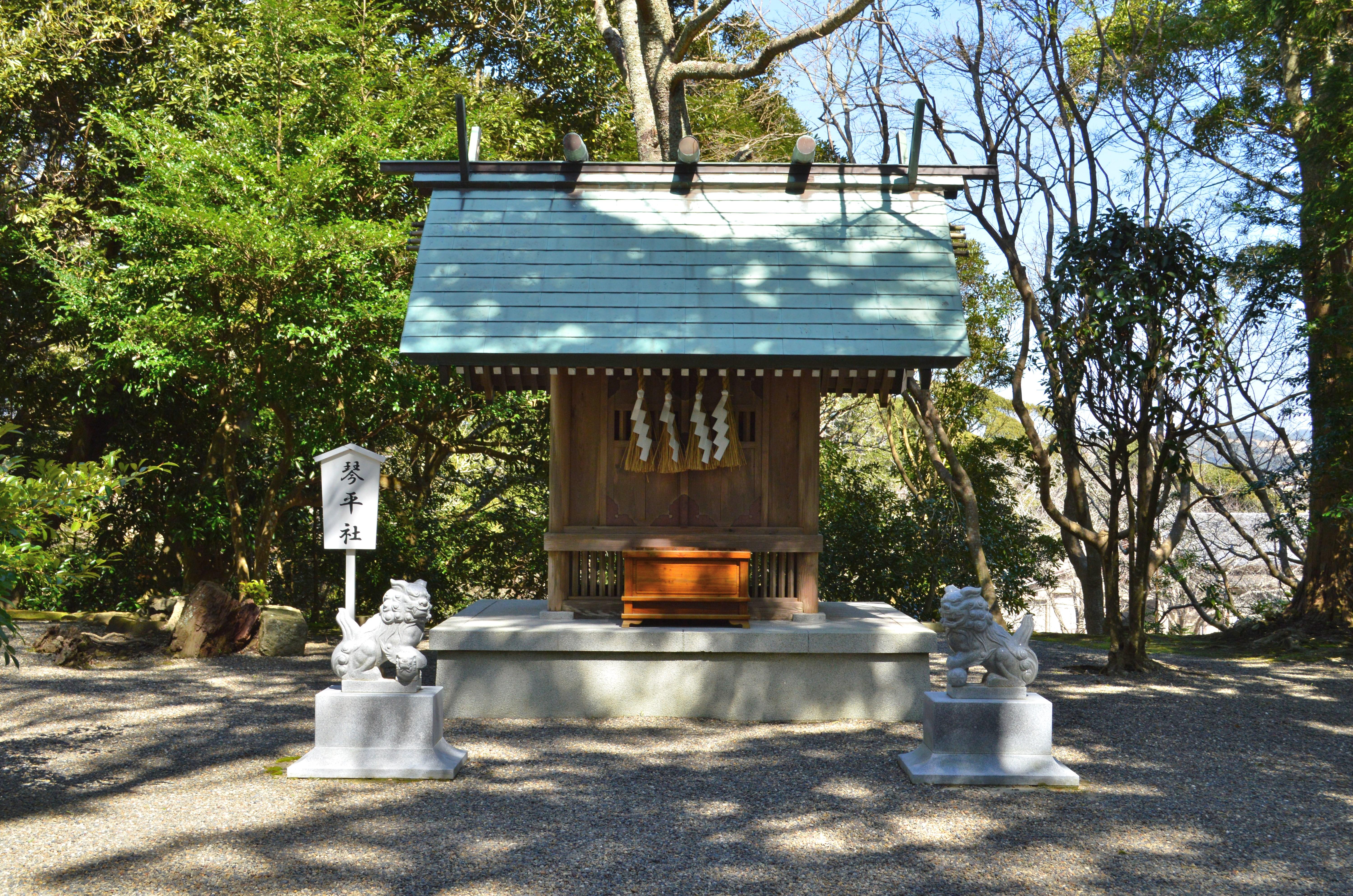
琴平社
  - 祭神：大物主神（おおものぬしのかみ）

- 厳島社
手前の巨岩内。
- 琴平社

## 祭事

### 主な祭事

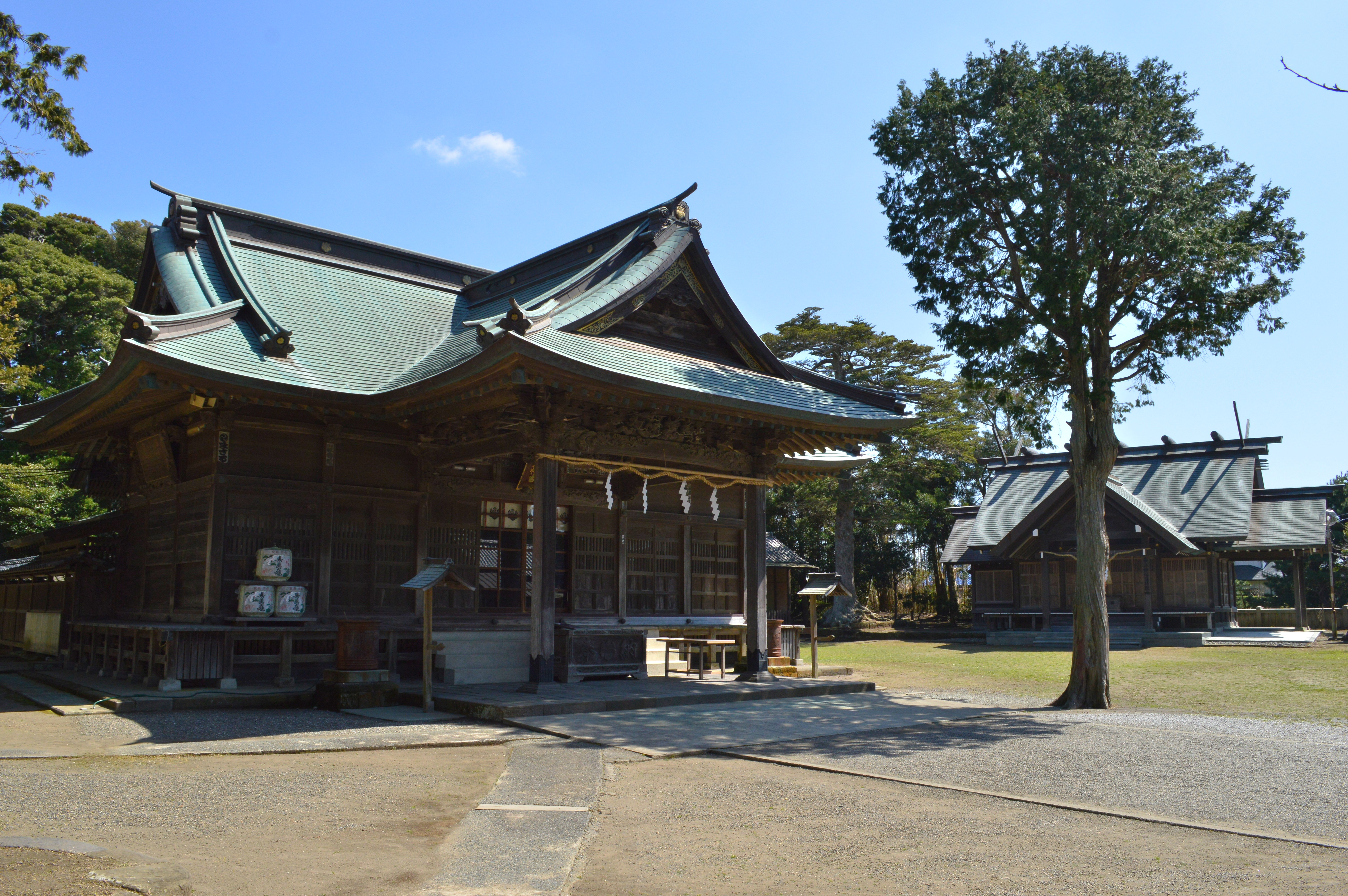
鶴谷八幡宮（館山市八幡）境内安房国総社。左に八幡宮社殿、右奥に安房神社遥拝所。

有明祭
「ありあけさい」。1月4日。かつては神狩祭（12月26日）から10日間に神職・総代は神社に参籠し、有明祭で籠もり明けを迎えた。現在も有明祭では「舌餅」などの特殊神饌が供えられる。
置炭神事
「おきずみしんじ」。1月14日夕刻、門松の松材で起こした火で粥を炊き、燃え残った松材12本を取り出して並べ、それらの燃え具合によりその年の天候を占う。
粥占神事
「かゆうらしんじ」。1月14日夕刻の置炭神事の際に粥の中にすのこ状に編んだ葦筒12本を沈め、1月15日朝に葦筒を取り出して筒を割り、筒中の粥の入り具合・色つやでその年の作物の豊凶を占う。
例祭
8月10日（旧暦9月28日）。各種祭事のうち最も重要な祭で、「浜降祭」や「磯出の神事」とも称する。天富命の開拓がなってより毎年、各地の忌部が相浜に集い安房神社に参拝したとする故事に因む神事。かつては近郷9社（洲宮神社・下立松原神社・布良崎神社・日吉神社・相浜神社・犬石神社・八坂神社・熊野神社・白浜神社）から安房神社までの神輿渡御があったが、現在は行われていない。
国司祭
「こくしさい」。9月中旬、敬老の日前の土曜・日曜。安房国総社の鶴谷八幡宮（館山市八幡）で行われる例祭の安房国司祭（通称「やわたんまち」：千葉県指定無形民俗文化財）では、安房神社などの神輿11基・山車5台が集結して神事が行われるが、そのうち2日目に八幡宮境内の安房神社遥拝殿で行われる神事。
神狩祭
「みかりさい」。12月26日。天富命による開拓の際、田畑を荒らした猪・鹿を狩猟したとする故事に因む神事。あるいは天富命による害獣狩猟に感謝する神事であるともいう。かつては、1月4日に明けるまで神職・総代が神社に参籠した。現在でも獣の舌を象徴する「舌餅」などの特殊神饌が供えられる。なお、この「みかり」を「身代わり」と見て、清浄な状態になるための神事とする説もある。

## 文化財

### 千葉県指定文化財
- 史跡
  - 安房神社洞窟遺跡 - 1967年（昭和42年）3月7日指定[21]。

### 館山市指定文化財
- 有形文化財
  - 双鳥花草文八陵鏡・双鳥花草文円鏡（工芸品）
八陵鏡（正しい用字は「八稜鏡」）[注 4]は鎌倉時代末期頃の作、円鏡は南北朝時代頃の作。1893年（明治26年）に東京の装束師から奉納された。1969年（昭和44年）2月21日指定[30]。
  - 安房神社高坏（考古資料）
古墳時代、5世紀初頭頃の祭祀で使われたものとされる土師器の高坏。1919年（大正8年）の下宮再建工事時に、現在の社殿の下から出土した。1969年（昭和44年）2月21日指定[31]。
- 有形民俗文化財
  - 狛犬・燧筐・木椀 4点
木造狛犬は鎌倉時代末頃の作、燧筐（ひうちばこ）は御狩神事における神燈点火用具で鎌倉時代の作、木椀は神饌を供えるもので鎌倉時代の作。1962年（昭和37年）7月23日指定[32]。

### 関連文化財
- 岡嶋家所伝安房忌部系図 - 館山市指定有形文化財（書跡典籍等）。安房神社社家の岡嶋家に伝わる系図。1969年（昭和44年）2月21日指定。

## 現地情報
所在地
- 千葉県館山市大神宮589

交通アクセス
- 館山駅（東日本旅客鉄道（JR東日本）内房線）から （神社までは約10km）
  - バス：JRバス（神戸経由・安房白浜行き）で「安房神社前」バス停下車 （乗車時間約20分、下車後徒歩約10分）
- 主要都市から館山駅まで
  - JR鉄道線
  - 高速バス：東京駅発（房総なのはな号）、千葉駅発（南総里見号）、横浜駅発羽田空港経由

周辺
- 大神宮義民七人様の供養碑 - 館山市指定史跡。江戸時代に大神宮村で起こった農民一揆の犠牲者を供養した碑。